# Brachythecium moriense
Brachythecium moriense är en bladmossart som beskrevs av Bescherelle 1893. Brachythecium moriense ingår i släktet gräsmossor, och familjen Brachytheciaceae. Inga underarter finns listade i Catalogue of Life.